# Crevillent Esportiu
El Crevillent Esportiu és un club de futbol de la ciutat de Crevillent, (el Baix Vinalopó, País Valencià). Va ser fundat el 1955. El seu estadi és el Municipal de Crevillent. Actualment juga al grup VI de la Tercera divisió.

## Història
- 20 temporades en Tercera divisió

Últimes temporades:
- 2005/2006: - Regional Preferent - 2n - Ascens
- 2006/2007: - Tercera Divisió - 11é
- 2007/2008: - Tercera Divisió - 13é
- 2008/2009: - Tercera Divisió - 16é
- 2009/2010: - Tercera Divisió - 11é